# Contradictio in adiecto
Contradictio in adiecto (łac. „sprzeczność w przymiotniku”) – błąd logiczny polegający na zestawieniu dwóch wyrazów: określanego i określającego, które wzajemnie się wykluczają, np. kwadratowe koło, żonaty kawaler, czarna biel, głośna cisza itd. 
Określenie takie nie jest błędem logicznym, jeżeli pełni funkcje poetyckie (zob. oksymoron).